# In cosa credi
In cosa credi è il secondo mixtape del rapper italiano Mondo Marcio, pubblicato l'11 luglio 2008 dalla Mondo Records.

## Descrizione
In cosa credi è caratterizzato da atmosfere clubbin (Un po' più in alto, Bum bum bum, Sopra di noi, Xxstasi) e da giri di chitarra alternati a sintetizzatori (Tutto può cambiare)
Da questo mixtape sono stati realizzati i videoclip dei brani Tutto può cambiare, con la partecipazione del cantante Pier Cortese, e Sopra di noi, pubblicato a febbraio 2009.

## Tracce
1. Intro/Sempre lo stesso
2. In cosa credi
3. Tutto può cambiare (feat. Pier Cortese)
4. Come sei cresciuto
5. Tagliarmi le vene (feat. Nesli)
6. Un po' più in alto
7. Bum bum bum (feat. Cor Veleno)
8. Sopra di noi
9. Una storia da raccontare (feat. Jack the Smoker & Evergreen)
10. Non ho tempo per questo
11. Perdendo il controllo
12. Lavoro (feat. Jack the Smoker)
13. Xxstasi
14. Che ti piaccia o no (feat. Ensi)
15. Outro